# Daudžgirių miškas
Daudžgirių miškas este o arie protejată (sit de importanță comunitară — SCI) din Lituania întinsă pe o suprafață de 164 ha, integral pe uscat.

## Localizare
Centrul sitului Daudžgirių miškas este situat la coordonatele 56°09′18″N 24°39′47″E / 56.155°N 24.6631°E.

## Înființare
Situl Daudžgirių miškas a fost declarat sit de importanță comunitară în martie 2004 pentru a proteja un număr necunoscut de specii din flora spontană și fauna sălbatică aflate în arealul zonei.

## Biodiversitate
Situată în ecoregiunea boreală, aria protejată conține 1 habitat natural: Păduri caducifoliate bătrâne naturale hemiboreale fino-scandinave (Quercus, Tilia, Acer, Fraxinus sau Ulmus) bogate în specii epifite.
La baza desemnării sitului se află un număr nedeclarat de specii protejate.